# Ádám Rothermel
Dans le nom hongrois Rothermel Ádám, le nom de famille précède le prénom, mais cet article utilise l’ordre habituel en français Ádám Rothermel, où le prénom précède le nom.
Ádám Rothermel, né le 14 juin 1948 à Budapest, est un footballeur international hongrois. Il évoluait au poste de gardien de but.

## Biographie

### En club
Ádám Rothermel est gardien de but du Fővárosi Autóbusz de 1965 à 1967,,.
En 1967, il rejoint le FC Tatabánya qu'il représente durant sept saisons,,.
De 1974 à 1981, Rothermel est joueur du Újpest FC,,.
Avec Újpest, il est sacré Champion de Hongrie à trois reprises en 1975, 1978 et 1979 et remporte la Coupe de Hongrie en 1975,,.
En 1982, il est joueur du Salgótarjáni BTC,,.
Après une dernière saison en 1983 avec Soroksári VOSE, il raccroche les crampons,,.
En compétitions européennes, il dispute neuf matchs en Coupe des clubs champions et cinq matchs en Coupe UEFA.

### En équipe nationale
International hongrois, il reçoit 13 sélections en équipe de Hongrie entre 1970 et 1976,.
Son premier match est disputé le 9 septembre 1970 en amical contre l'Allemagne de l'Ouest (défaite 1-3 à Nuremberg).
Par la suite, il dispute quatre matchs des qualifications pour l'Euro 1972.
Il fait partie du groupe hongrois médaillé d'argent aux  Jeux olympiques 1972. Lors du tournoi, il entre en jeu contre l'Iran (victoire 5-0).
Son dernier match a lieu le 15 octobre 1975 contre la Tchécoslovaquie (match nul 1-1 à Bratislava).

## Palmarès
| Újpest FC - Championnat de Hongrie (3) : - Champion : 1974-75, 1977-78 et 1978-79. - Coupe de Hongrie (1) : - Vainqueur : 1974-75. |  | Hongrie - Jeux olympiques : - Argent : 1972. |